# Арсений (Давыдов)
Епи́скоп Арсе́ний (в миру Анто́ний Рома́нович Давы́дов; 1873, село Гагарьевское, Ишимский уезд, Тобольская губерния — 3 октября 1937, село Колпашево, Новосибирская область) — епископ Древлеправославной Церкви Христовой (старообрядцев, приемлющих белокриницкую иерархию), епископ Минусинский, Тувинский и Семипалатинский.

## Биография
Родился в 1873 году в селе Гагарьевское Ишимского уезда Тобольской губернии (ныне Казанский район Тюменской области).
С 1901 по 1906 год служил рядовым, затем ефрейтором в царской армии.
В 1906 году, вернувшись из армии, пошёл в Шамарский монастырь, где принял монашество. Епископом Антонием (Паромовым) был рукоположен в сан священноинока.
В конце 1914 года призван в действующую армию. Затем вернулся в Шамарский монастырь, где пробыл до его ликвидации в конце 1917 года До 1923 года служил в деревне Пешнево Ишимского уезда Тобольской губернии. Согласно делу 1937 года, принимал участие в Ишимском восстании 1920—1921 годов. Был арестован, но не приговаривался к смерти. Мог общаться с приговорёнными, которых благословлял перед расстрелом.
В 1923 году на благочинническом съезде в Минусинске утвержден кандидатом во епископы. 16 сентября того же года в Екатеринбурге состоялась его епископская хиротония, которую совершили: епископ Иоанникий (Иванов) и епископ Тихон (Сухов). Титуловался «Минусинским и Урянхайским», «Енисейским и Минусинским» и «Минусинским, Тувинским и Семипалатинским».
Участник Освященных соборов 1925, 1926 и 1927 годов на Рогожском кладбище.
В 1933 году арестован оперсектором ОГПУ города Минусинска. 22 августа того же года Особой тройкой полномочного представительства ОГПУ осуждён по делу о контрреволюционной повстанческой организации старообрядцев (статья 58, пункты 10, 1 УК РСФСР — пропаганда или агитация, содержащие призыв к свержению, подрыву или ослаблению советской власти; деятельность, направленная к подготовке или совершению контрреволюционных преступлений); приговор — пять лет лишения свободы — был заменён ссылкой на тот же срок в Нарымский край. Ссылку отбывал в селе Ново Ильника (ныне Колпашевский район Томской области).
С. Г. Вургафт и И. А. Ушаков приводят свидетельство о нём без указания, к какому году оно относится: «Есть свидетельства о том, что когда он шёл по этапу, у него изо рта шла кровь, а прежде он был весьма сильным человеком: как говорят односельчане, копну сена поднимал зараз».
5 сентябри 1937 года арестован вторично в Колпашеве (ул. Трудовая, 15), где проживал на момент ареста. При обыске было изъято серебряное кадило, металлический крест, дарохранительница, две фотографии, 45 листов переписки с разными лицами и 300 рублей денег. Обвинялся по статье 58 УК РСФСР, пункты 2, 8, 11 (подготовка вооруженного восстания, любое действие с намерением насильственно отторгнуть от Советского Союза любую часть его территории; террористические акты; организационная деятельность, направленная к подготовке или совершению контрреволюционных преступлений). 22 сентября 1937 года приговорен к расстрелу. Расстрелян 3 октября 1937 года в селе Колпашево Новосибирской области (ныне Томская область).
11 августа 1961 года реабилитирован военным трибуналом Сибирского военного округа.